# Lac d’Émosson

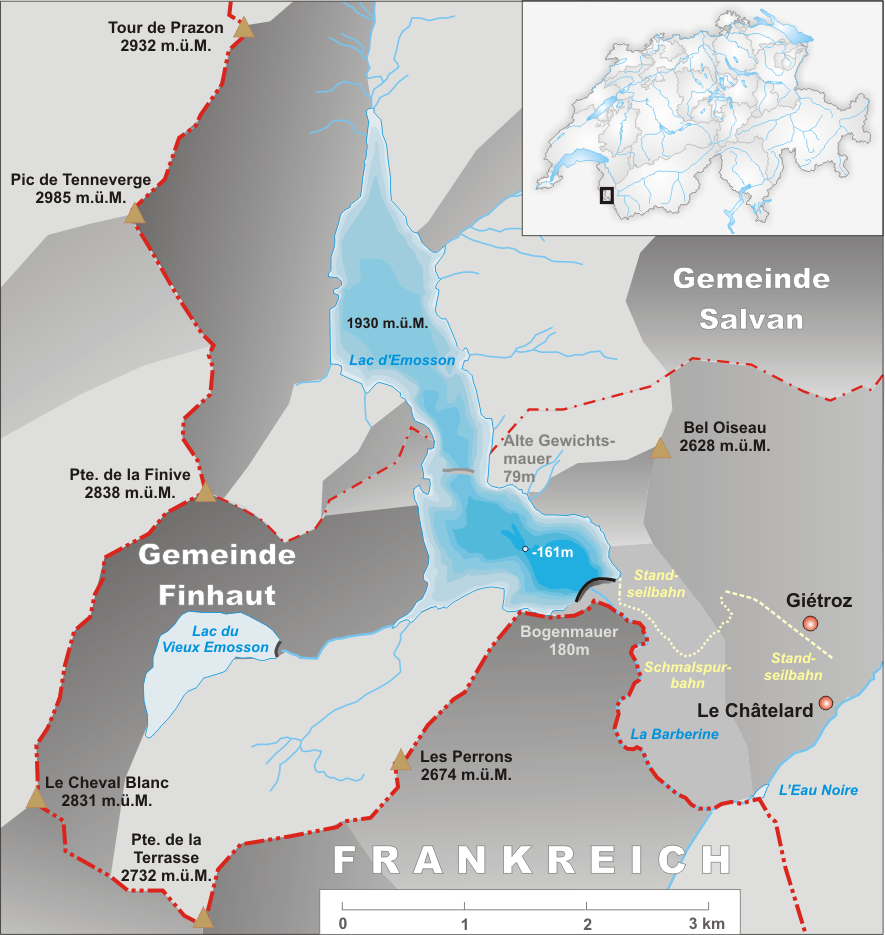
Mapka zbiornika Émosson

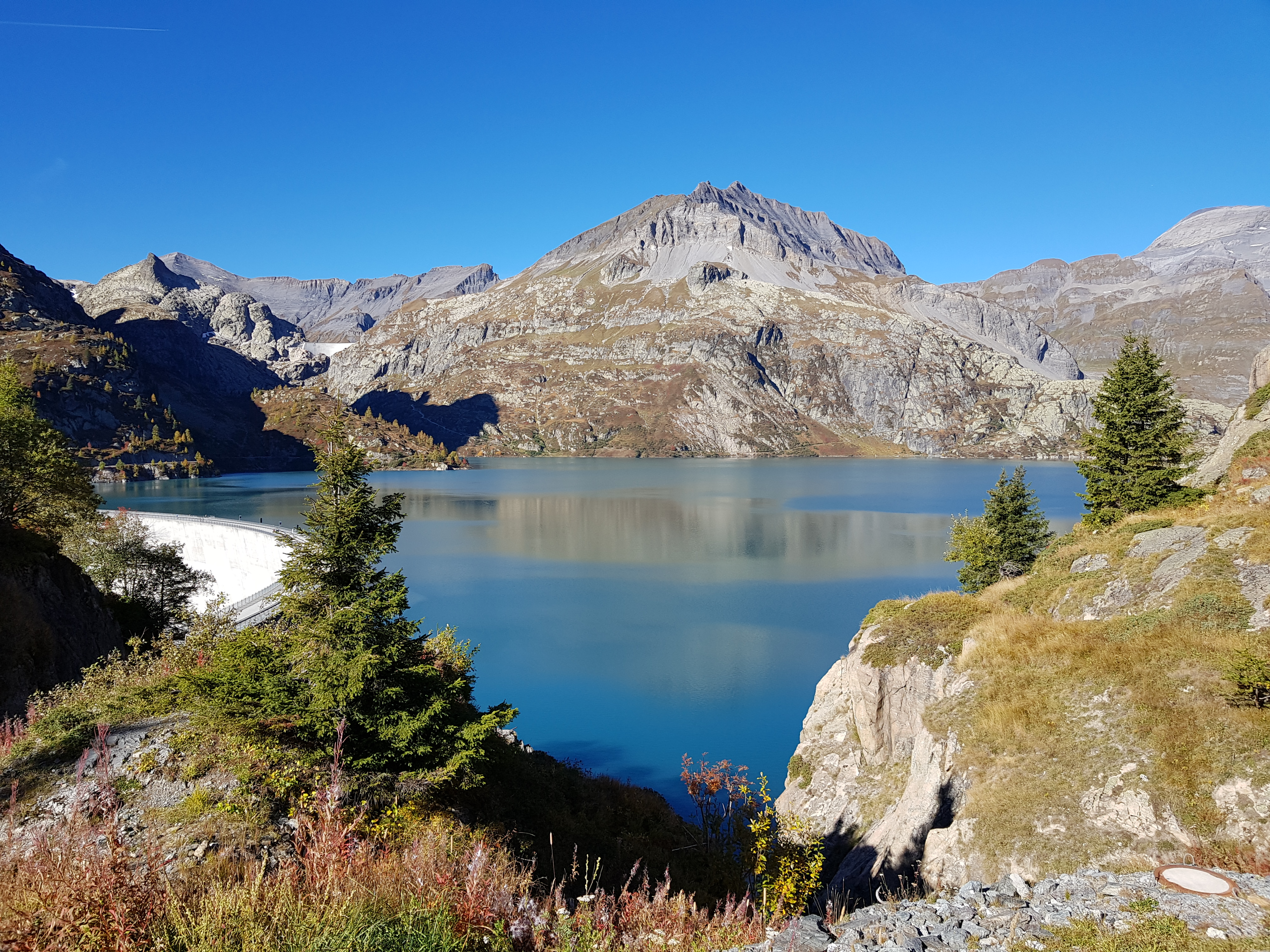
Zbiornik Émosson

Lac d’Émosson (pol. Jezioro Émosson) – zbiornik zaporowy w szwajcarskich Alpach, w kantonie Valais. Powstał przez przegrodzenie potoku Barberine zaporą wodną Émosson.

## Położenie
Znajduje się w granicach gmin Finhaut (część południowa z zaporą) i Salvan (część północna) w dytrykcie Martigny, w odległości niespełna 12 km (w linii prostej) na południowy zachód od miasta Martigny. Leży w grupie górskiej zwanej Massif du Giffre, należącej do Prealp Sabaudzkich. Szczyty, otaczające dolinę w której funkcjonuje zbiornik, wznoszą się na wysokości od 2500 do ponad 3000 m n.p.m. Najwyższym jest Grand Ruan (3056 m n.p.m.), znajdujący się na północ od zbiornika.
Budowa zapory i zbiornika zaporowego Émosson spowodowały zalanie plateau d’Émosson – doliny o względnie płaskim dnie położonym na wysokości ok. 1780 m n.p.m., u zbiegu potoków Barberine (spływającego wówczas od północy, spod niedalekiej zapory Barberine) oraz Nant de Dranse (spływającego z południowego zachodu, spod zapory Vieux Émosson). Postępujące wypełnianie zbiornika spowodowało zalanie zapory Barberine. Gdy zbiornik jest maksymalnie wypełniony, jego lustro znajduje się 42 m ponad koroną tej dawnej zapory. Gdy poziom wypełnienia zbiornika Émosson jest niski, korona zapory Barberine wyłania się z wody.

## Charakterystyka
Długość zbiornika wynosi ok. 4,6 km, maksymalna szerokość od 1 km w górnej części (w strefie dawnego zbiornika Barberine) do 1,45 km w dolnej. Przy maksymalnym poziomie wody w zbiorniku (poziom lustra na 1930 m n.p.m.) powierzchnia lustra wody wynosi 3,27 km², a objętość zgromadzonej wody ok. 227 mln m³. Powierzchnia zlewni zbiornika (po uwzględnieniu aportów zewnętrznych – p. niżej) wynosi 183,16 km².
Zbiornik, całkowicie należący do Szwajcarii, akumuluje jednak również wody pochodzące z terenu Francji. Dostarczane podziemnymi sztolniami, trafiają do niego nie tylko wody z sąsiedniej doliny Bérard, ale także te, które spływają spod lodowców Glacier d’Argentière i Glacier du Tour, położonych już po drugiej stronie wododziałowej przełęczy Montets, i należące już do dorzecza rzeki Arve. Wody spod lodowców dopływają do zbiornika przez cały rok, choć np. spod lodowca Argentière latem dopływa do 15 m³/s, a zimą jedynie 0,2–1,0 m³/s. Wykorzystujące je przedsiębiorstwo hydroenergetyczne jest spółką szwajcarsko-francuską, której działalność zainaugurowano w 1976 r.

## Znaczenie energetyczne
Zbiornik powstał jako zbiornik retencyjny, którego wody przeznaczono do produkcji energii elektrycznej, jednak przy samej zaporze nie wybudowano elektrowni wodnej. Wodę ze zbiornika poprowadzono podziemnymi sztolniami do elektrowni w Vallorcine w dolinie Eau Noire, a następnie do niżej położonej elektrowni Le Bâtiaz w Martigny.

## Nowe zadanie
Aktualnie zapora wraz z istniejącym przy niej zbiornikiem stanowią istotne ogniwo wybudowanego w latach 2008-2021 zespołu energetycznego, którego głównym elementem jest elektrownia szczytowo-pompowa Nant de Drance. Hala maszyn znajduje się na głębokości ponad 500 m pod ziemią, w podziemnej kawernie usytuowanej na zachód od zapory. Zbiornik Émosson pełni dla elektrowni funkcję zbiornika dolnego, a zbiornik Vieux Émosson – zbiornika górnego.